# جون أ. شنايدر
جون أ. شنايدر (بالإنجليزية: John A. Schneider)‏ هو شخصية أعمال أمريكي، ولد في 4 ديسمبر 1926.